# Список астероїдів (44801—44900)
| Назва                   | Тимчасове позначення | Дата відкриття    | Місце відкриття            | Відкривач                      |
| ----------------------- | -------------------- | ----------------- | -------------------------- | ------------------------------ |
| (44801) 1999 TD200      | 1999 TD200           | 12 жовтня 1999    | Сокорро (Нью-Мексико)      | LINEAR                         |
| (44802) 1999 TG206      | 1999 TG206           | 13 жовтня 1999    | Сокорро (Нью-Мексико)      | LINEAR                         |
| (44803) 1999 TO206      | 1999 TO206           | 13 жовтня 1999    | Сокорро (Нью-Мексико)      | LINEAR                         |
| (44804) 1999 TO210      | 1999 TO210           | 14 жовтня 1999    | Сокорро (Нью-Мексико)      | LINEAR                         |
| (44805) 1999 TT214      | 1999 TT214           | 15 жовтня 1999    | Сокорро (Нью-Мексико)      | LINEAR                         |
| (44806) 1999 TW215      | 1999 TW215           | 15 жовтня 1999    | Сокорро (Нью-Мексико)      | LINEAR                         |
| (44807) 1999 TP217      | 1999 TP217           | 15 жовтня 1999    | Сокорро (Нью-Мексико)      | LINEAR                         |
| (44808) 1999 TM220      | 1999 TM220           | 1 жовтня 1999     | Каталінський огляд         | Каталінський огляд             |
| (44809) 1999 TN221      | 1999 TN221           | 2 жовтня 1999     | Сокорро (Нью-Мексико)      | LINEAR                         |
| (44810) 1999 TR221      | 1999 TR221           | 2 жовтня 1999     | Станція Андерсон-Меса      | LONEOS                         |
| (44811) 1999 TE222      | 1999 TE222           | 2 жовтня 1999     | Станція Андерсон-Меса      | LONEOS                         |
| (44812) 1999 TH222      | 1999 TH222           | 2 жовтня 1999     | Станція Андерсон-Меса      | LONEOS                         |
| (44813) 1999 TV222      | 1999 TV222           | 2 жовтня 1999     | Сокорро (Нью-Мексико)      | LINEAR                         |
| (44814) 1999 TX222      | 1999 TX222           | 2 жовтня 1999     | Сокорро (Нью-Мексико)      | LINEAR                         |
| (44815) 1999 TO223      | 1999 TO223           | 2 жовтня 1999     | Сокорро (Нью-Мексико)      | LINEAR                         |
| (44816) 1999 TB224      | 1999 TB224           | 4 жовтня 1999     | Станція Андерсон-Меса      | LONEOS                         |
| (44817) 1999 TW234      | 1999 TW234           | 3 жовтня 1999     | Каталінський огляд         | Каталінський огляд             |
| (44818) 1999 TQ236      | 1999 TQ236           | 3 жовтня 1999     | Каталінський огляд         | Каталінський огляд             |
| (44819) 1999 TS236      | 1999 TS236           | 3 жовтня 1999     | Каталінський огляд         | Каталінський огляд             |
| (44820) 1999 TX236      | 1999 TX236           | 3 жовтня 1999     | Каталінський огляд         | Каталінський огляд             |
| 44821 Амадора (Amadora) | 1999 TZ236           | 3 жовтня 1999     | Каталінський огляд         | Каталінський огляд             |
| (44822) 1999 TW239      | 1999 TW239           | 4 жовтня 1999     | Каталінський огляд         | Каталінський огляд             |
| (44823) 1999 TG242      | 1999 TG242           | 4 жовтня 1999     | Каталінський огляд         | Каталінський огляд             |
| (44824) 1999 TH243      | 1999 TH243           | 6 жовтня 1999     | Сокорро (Нью-Мексико)      | LINEAR                         |
| (44825) 1999 TS243      | 1999 TS243           | 12 жовтня 1999    | Сокорро (Нью-Мексико)      | LINEAR                         |
| (44826) 1999 TH244      | 1999 TH244           | 7 жовтня 1999     | Каталінський огляд         | Каталінський огляд             |
| (44827) 1999 TN247      | 1999 TN247           | 8 жовтня 1999     | Каталінський огляд         | Каталінський огляд             |
| (44828) 1999 TR247      | 1999 TR247           | 8 жовтня 1999     | Каталінський огляд         | Каталінський огляд             |
| (44829) 1999 TS247      | 1999 TS247           | 8 жовтня 1999     | Каталінський огляд         | Каталінський огляд             |
| (44830) 1999 TT247      | 1999 TT247           | 8 жовтня 1999     | Каталінський огляд         | Каталінський огляд             |
| (44831) 1999 TF248      | 1999 TF248           | 8 жовтня 1999     | Каталінський огляд         | Каталінський огляд             |
| (44832) 1999 TJ248      | 1999 TJ248           | 8 жовтня 1999     | Каталінський огляд         | Каталінський огляд             |
| (44833) 1999 TL248      | 1999 TL248           | 8 жовтня 1999     | Каталінський огляд         | Каталінський огляд             |
| (44834) 1999 TE256      | 1999 TE256           | 9 жовтня 1999     | Сокорро (Нью-Мексико)      | LINEAR                         |
| (44835) 1999 TS259      | 1999 TS259           | 9 жовтня 1999     | Сокорро (Нью-Мексико)      | LINEAR                         |
| (44836) 1999 TB262      | 1999 TB262           | 13 жовтня 1999    | Сокорро (Нью-Мексико)      | LINEAR                         |
| (44837) 1999 TM270      | 1999 TM270           | 3 жовтня 1999     | Сокорро (Нью-Мексико)      | LINEAR                         |
| (44838) 1999 TK272      | 1999 TK272           | 3 жовтня 1999     | Сокорро (Нью-Мексико)      | LINEAR                         |
| (44839) 1999 TU273      | 1999 TU273           | 5 жовтня 1999     | Сокорро (Нью-Мексико)      | LINEAR                         |
| (44840) 1999 TO284      | 1999 TO284           | 9 жовтня 1999     | Сокорро (Нью-Мексико)      | LINEAR                         |
| (44841) 1999 TP284      | 1999 TP284           | 9 жовтня 1999     | Сокорро (Нью-Мексико)      | LINEAR                         |
| (44842) 1999 TG285      | 1999 TG285           | 9 жовтня 1999     | Сокорро (Нью-Мексико)      | LINEAR                         |
| (44843) 1999 TX286      | 1999 TX286           | 10 жовтня 1999    | Сокорро (Нью-Мексико)      | LINEAR                         |
| (44844) 1999 TG288      | 1999 TG288           | 10 жовтня 1999    | Сокорро (Нью-Мексико)      | LINEAR                         |
| (44845) 1999 TE289      | 1999 TE289           | 10 жовтня 1999    | Сокорро (Нью-Мексико)      | LINEAR                         |
| (44846) 1999 TN290      | 1999 TN290           | 10 жовтня 1999    | Сокорро (Нью-Мексико)      | LINEAR                         |
| (44847) 1999 TA291      | 1999 TA291           | 10 жовтня 1999    | Сокорро (Нью-Мексико)      | LINEAR                         |
| (44848) 1999 TY291      | 1999 TY291           | 10 жовтня 1999    | Сокорро (Нью-Мексико)      | LINEAR                         |
| (44849) 1999 UE1        | 1999 UE1             | 16 жовтня 1999    | Вішнянська обсерваторія    | Корадо Корлевіч                |
| (44850) 1999 UR1        | 1999 UR1             | 17 жовтня 1999    | Обсерваторія Ніхондайра    | Такеші Урата                   |
| (44851) 1999 UE2        | 1999 UE2             | 16 жовтня 1999    | Вішнянська обсерваторія    | Корадо Корлевіч                |
| (44852) 1999 UG2        | 1999 UG2             | 17 жовтня 1999    | Вішнянська обсерваторія    | Корадо Корлевіч                |
| (44853) 1999 UR4        | 1999 UR4             | 31 жовтня 1999    | Обсерваторія Ондржейов     | Ленка Коткова                  |
| (44854) 1999 UY5        | 1999 UY5             | 29 жовтня 1999    | Каталінський огляд         | Каталінський огляд             |
| (44855) 1999 UF6        | 1999 UF6             | 28 жовтня 1999    | Станція Сінлун             | SCAP                           |
| (44856) 1999 UH6        | 1999 UH6             | 28 жовтня 1999    | Станція Сінлун             | SCAP                           |
| (44857) 1999 UW8        | 1999 UW8             | 29 жовтня 1999    | Каталінський огляд         | Каталінський огляд             |
| (44858) 1999 UZ13       | 1999 UZ13            | 29 жовтня 1999    | Каталінський огляд         | Каталінський огляд             |
| (44859) 1999 UH14       | 1999 UH14            | 29 жовтня 1999    | Каталінський огляд         | Каталінський огляд             |
| (44860) 1999 UC15       | 1999 UC15            | 29 жовтня 1999    | Каталінський огляд         | Каталінський огляд             |
| (44861) 1999 UL15       | 1999 UL15            | 29 жовтня 1999    | Каталінський огляд         | Каталінський огляд             |
| (44862) 1999 UM15       | 1999 UM15            | 29 жовтня 1999    | Каталінський огляд         | Каталінський огляд             |
| (44863) 1999 UV15       | 1999 UV15            | 29 жовтня 1999    | Каталінський огляд         | Каталінський огляд             |
| (44864) 1999 UJ23       | 1999 UJ23            | 28 жовтня 1999    | Каталінський огляд         | Каталінський огляд             |
| (44865) 1999 UO23       | 1999 UO23            | 28 жовтня 1999    | Каталінський огляд         | Каталінський огляд             |
| (44866) 1999 UP27       | 1999 UP27            | 30 жовтня 1999    | Обсерваторія Кітт-Пік      | Spacewatch                     |
| (44867) 1999 UN29       | 1999 UN29            | 31 жовтня 1999    | Обсерваторія Кітт-Пік      | Spacewatch                     |
| (44868) 1999 UQ29       | 1999 UQ29            | 31 жовтня 1999    | Обсерваторія Кітт-Пік      | Spacewatch                     |
| (44869) 1999 UQ34       | 1999 UQ34            | 31 жовтня 1999    | Обсерваторія Кітт-Пік      | Spacewatch                     |
| (44870) 1999 UP35       | 1999 UP35            | 30 жовтня 1999    | Обсерваторія Кітт-Пік      | Spacewatch                     |
| (44871) 1999 UR38       | 1999 UR38            | 29 жовтня 1999    | Станція Андерсон-Меса      | LONEOS                         |
| (44872) 1999 UA41       | 1999 UA41            | 17 жовтня 1999    | Станція Андерсон-Меса      | LONEOS                         |
| (44873) 1999 UF41       | 1999 UF41            | 17 жовтня 1999    | Станція Андерсон-Меса      | LONEOS                         |
| (44874) 1999 UY44       | 1999 UY44            | 30 жовтня 1999    | Каталінський огляд         | Каталінський огляд             |
| (44875) 1999 UO45       | 1999 UO45            | 31 жовтня 1999    | Каталінський огляд         | Каталінський огляд             |
| (44876) 1999 UG46       | 1999 UG46            | 31 жовтня 1999    | Каталінський огляд         | Каталінський огляд             |
| (44877) 1999 UK46       | 1999 UK46            | 31 жовтня 1999    | Каталінський огляд         | Каталінський огляд             |
| (44878) 1999 UD49       | 1999 UD49            | 31 жовтня 1999    | Каталінський огляд         | Каталінський огляд             |
| (44879) 1999 UP50       | 1999 UP50            | 30 жовтня 1999    | Каталінський огляд         | Каталінський огляд             |
| (44880) 1999 UF51       | 1999 UF51            | 31 жовтня 1999    | Каталінський огляд         | Каталінський огляд             |
| (44881) 1999 UJ51       | 1999 UJ51            | 31 жовтня 1999    | Каталінський огляд         | Каталінський огляд             |
| (44882) 1999 UR51       | 1999 UR51            | 31 жовтня 1999    | Каталінський огляд         | Каталінський огляд             |
| (44883) 1999 UW52       | 1999 UW52            | 31 жовтня 1999    | Каталінський огляд         | Каталінський огляд             |
| (44884) 1999 UT56       | 1999 UT56            | 28 жовтня 1999    | Каталінський огляд         | Каталінський огляд             |
| (44885) 1999 VB         | 1999 VB              | 1 листопада 1999  | Обсерваторія Клеть         | Обсерваторія Клеть             |
| (44886) 1999 VF1        | 1999 VF1             | 4 листопада 1999  | Обсерваторія Зено          | Том Стаффорд                   |
| (44887) 1999 VF5        | 1999 VF5             | 5 листопада 1999  | Вішнянська обсерваторія    | Корадо Корлевіч                |
| (44888) 1999 VJ5        | 1999 VJ5             | 4 листопада 1999  | Обсерваторія Наті-Кацуура  | Йошісада Шімідзу, Такеші Урата |
| (44889) 1999 VC6        | 1999 VC6             | 5 листопада 1999  | Обсерваторія Оїдзумі       | Такао Кобаяші                  |
| (44890) 1999 VF7        | 1999 VF7             | 7 листопада 1999  | Вішнянська обсерваторія    | Корадо Корлевіч                |
| (44891) 1999 VB8        | 1999 VB8             | 8 листопада 1999  | Вішнянська обсерваторія    | Корадо Корлевіч                |
| (44892) 1999 VJ8        | 1999 VJ8             | 8 листопада 1999  | Вішнянська обсерваторія    | Корадо Корлевіч                |
| (44893) 1999 VV8        | 1999 VV8             | 5 листопада 1999  | Обсерваторія Фарпойнт      | Обсерваторія Фарпойнт          |
| (44894) 1999 VK9        | 1999 VK9             | 8 листопада 1999  | Вішнянська обсерваторія    | Корадо Корлевіч                |
| (44895) 1999 VL9        | 1999 VL9             | 8 листопада 1999  | Вішнянська обсерваторія    | Корадо Корлевіч                |
| (44896) 1999 VB12       | 1999 VB12            | 10 листопада 1999 | Обсерваторія Фаунтін-Гіллс | Чарльз Джулз                   |
| (44897) 1999 VP12       | 1999 VP12            | 11 листопада 1999 | Обсерваторія Фаунтін-Гіллс | Чарльз Джулз                   |
| (44898) 1999 VA15       | 1999 VA15            | 2 листопада 1999  | Обсерваторія Кітт-Пік      | Spacewatch                     |
| (44899) 1999 VD15       | 1999 VD15            | 2 листопада 1999  | Обсерваторія Кітт-Пік      | Spacewatch                     |
| (44900) 1999 VG17       | 1999 VG17            | 2 листопада 1999  | Обсерваторія Кітт-Пік      | Spacewatch                     |

| ← Астероїди 40001—50000 → |             |             |             |             |             |             |             |             |             |
| 40001—40100               | 41001—41100 | 42001—42100 | 43001—43100 | 44001—44100 | 45001—45100 | 46001—46100 | 47001—47100 | 48001—48100 | 49001—49100 |
| 40101—40200               | 41101—41200 | 42101—42200 | 43101—43200 | 44101—44200 | 45101—45200 | 46101—46200 | 47101—47200 | 48101—48200 | 49101—49200 |
| 40201—40300               | 41201—41300 | 42201—42300 | 43201—43300 | 44201—44300 | 45201—45300 | 46201—46300 | 47201—47300 | 48201—48300 | 49201—49300 |
| 40301—40400               | 41301—41400 | 42301—42400 | 43301—43400 | 44301—44400 | 45301—45400 | 46301—46400 | 47301—47400 | 48301—48400 | 49301—49400 |
| 40401—40500               | 41401—41500 | 42401—42500 | 43401—43500 | 44401—44500 | 45401—45500 | 46401—46500 | 47401—47500 | 48401—48500 | 49401—49500 |
| 40501—40600               | 41501—41600 | 42501—42600 | 43501—43600 | 44501—44600 | 45501—45600 | 46501—46600 | 47501—47600 | 48501—48600 | 49501—49600 |
| 40601—40700               | 41601—41700 | 42601—42700 | 43601—43700 | 44601—44700 | 45601—45700 | 46601—46700 | 47601—47700 | 48601—48700 | 49601—49700 |
| 40701—40800               | 41701—41800 | 42701—42800 | 43701—43800 | 44701—44800 | 45701—45800 | 46701—46800 | 47701—47800 | 48701—48800 | 49701—49800 |
| 40801—40900               | 41801—41900 | 42801—42900 | 43801—43900 | 44801—44900 | 45801—45900 | 46801—46900 | 47801—47900 | 48801—48900 | 49801—49900 |
| 40901—41000               | 41901—42000 | 42901—43000 | 43901—44000 | 44901—45000 | 45901—46000 | 46901—47000 | 47901—48000 | 48901—49000 | 49901—50000 |